# Сакс, Джеффри (экономист)
Джеффри Дэвид Сакс (англ. Jeffrey David Sachs; род. 5 ноября 1954, Детройт) — американский экономист, Университетский профессор и директор Института Земли Колумбийского университета, прежде профессор Гарварда. Лауреат премии Бернарда Хармса (2000). С 2002 года по 2018 год — специальный советник Генерального секретаря ООН.

## Биография
Вырос в Оук-Парке (штат Мичиган) в пригороде Детройта в еврейской семье. Его отец Теодор Сакс был юристом по трудовым спорам.
Бакалавр (1976), магистр (1978) и доктор философии (1980) Гарварда; преподавал там же (1980—2002; профессор с 1983); с 2002 года работает в Колумбийском университете в качестве директора Института Земли, Университетский профессор (University Professor) с 2016 года.
С 2002 года специальный советник Генерального секретаря ООН по вопросам борьбы с бедностью, списания долгов беднейшим странам и контроля за распространением болезней в развивающихся странах.
В 2004 и 2005 годах американский журнал «Тайм» включал Джеффри Сакса в число 100 самых влиятельных мировых лидеров. «Тайм» называл его самым известным экономистом в мире, а «Нью-Йорк Таймс» - «возможно, самым важным экономистом в мире». По мнению журнала The Economist[когда?], он входит в тройку самых влиятельных экономистов последнего десятилетия.
Один из разработчиков политики «шоковой терапии» в Боливии, Польше и России.

#### Работа в Польше
В 1989 году Сакс консультировал польское антикоммунистическое движение «Солидарность» и правительство премьер-министра Тадеуша Мазовецкого. Он написал всеобъемлющий план перехода от централизованного планирования к рыночной экономике, который был включен в программу реформ Польши, возглавляемую министром финансов Лешеком Бальцеровичем, главным архитектором программы по сокращению внешнего долга Польши. Сакс и экономист МВФ Дэвид Липтон посоветовали как можно быстрее перевести всю государственную собственность и активы в частную собственность. Последовало закрытие многих неконкурентоспособных заводов. Сначала он предложил корпоративные структуры американского типа с профессиональными менеджерами, подотчетными многим акционерам, и большую экономическую роль для фондовых рынков. Это не сулило ничего хорошего польским властям, но затем он предложил, чтобы крупные пакеты акций приватизированных компаний были переданы в руки частных банков. Это спровоцировало экономический дефицит и инфляцию, но цены в Польше в конечном итоге стабилизировались. За свою работу получил звание почетного доктора Краковского экономического университета.

#### Работа в России
Основываясь на успехе Польши, он был сначала приглашен президентом СССР Михаилом Горбачевым и затем президентом России Борисом Ельциным на работу над переходом их стран к рыночной экономике. С осени 1991 года по январь 1994 года был руководителем группы экономических советников президента России Бориса Ельцина в командах премьер-министра Егора Гайдара и министра финансов Бориса Федорова в 1991—1993 годах по макроэкономической политике. В 1998 году Сакс негативно оценил ряд действий российских реформаторов: 
Главное, что подвело нас, это колоссальный разрыв между риторикой реформаторов и их реальными действиями… И, как мне кажется, российское руководство превзошло самые фантастические представления марксистов о капитализме: они сочли, что дело государства — служить узкому кругу капиталистов, перекачивая в их карманы как можно больше денег и поскорее. Это не шоковая терапия. Это злостная, предумышленная, хорошо продуманная акция, имеющая своей целью широкомасштабное перераспределение богатств в интересах узкого круга людей.
Вместе с тем Джеффри Сакс положительно относился к деятельности лично и. о. главы правительства Егора Гайдара, фактически противопоставляя его тем, кто находился у власти в 1994—1996 годах (см. также раздел «Оценки современников» статьи о Егоре Гайдаре).
Идеи и методы Сакса по переходу от централизованного планирования к капитализму были приняты во всех странах с переходной к капитализму экономикой. Он консультировал Словению в 1991 г. и Эстонию в 1992 г. по вопросам введения собственных валют.
Впоследствии он также высказывался, что «Буш и Клинтон решительно не справились с задачей поддержки экономических реформ в России, из-за чего США не выполнили свою роль и упустили связанные с этим возможности. А расширение НАТО только усугубило ситуацию».

### Современная политическая позиция
Сакс открыто выступает в поддержку Китая в политических вопросах, не желая осудить преследование уйгуров. Также Сакс выступает с критикой военной поддержки Украины, солидаризуясь в этом с венгерским лидером Виктором Орбаном и конгрессменом Талси Габбард.

## Награды
- Командор ордена Возрождения Польши (1999 год, Польша)[14].
- Падма Бхушан (2007 год, Индия)[15].
- Орден Креста земли Марии 3 класса (29 января 2019 года, Эстония)[16].

## Основные произведения
- Рыночная экономика и Россия. — М.: Экономика, 1994. — 336 с.
- Макроэкономика. Глобальный подход. — М.: Дело, 1996. (англ. Macroeconomics in the Global Economy, 1993, соавтор — Фелипе Ларрен).
- Конец бедности: экономические возможности нашего времени. — М.: Издательство Института Гайдара, 2011. — 424 с. (англ. The End of Poverty: Economic Possibilities for Our Time, 2005).
- Цена цивилизации. — М.: Издательство Института Гайдара, 2012. — 352 с. (англ. The Price of Civilization, 2011).
- Эпохи глобализации: география, технологии и институты = The ages of globalization : geography, technology, and institutions. — М.: Издательство Института Гайдара, 2022. — 368 с. — ISBN 978-5-93255-640-5.